# 超町人!チョコレートサムネット
『超町人!チョコレートサムネット』（ちょうちょうじん!ちょこれーとさむねっと）は、2023年10月8日から名古屋テレビ放送（以下メ～テレ）にて放送のバラエティ番組で、チョコレートプラネットの冠番組でもある。

## 概要
- 毎回1つの街にスポットを当て、サムネハンター（ロケ芸人）がその街のサムネイルになりそうな特異な経歴や、特技を持っている人を調査、発見する番組[2]。

2023年10月から月1回でレギュラー化、2024年1月から週1レギュラー化する事となった。。

## 出演者
- チョコレートプラネット（松尾駿、長田庄平）
- サムネハンター（ロケ芸人）各回2〜3組
- 中山真希（ウラ進行）